# Eanfrith
Eanfrith (? – 634) was koning van Bernicia van 633 tot aan zijn dood. Hij was de zoon van koning Aethelfrith. De enige informatie over hem komt uit het werk van Beda.
Toen Edwin in 616 na de dood van Aethelfrith koning werd van Northumbria, ging Eanfrith samen met de rest van zijn familie in ballingschap. Hij verbleef lange tijd aan het hof van Eochaid Buide, de koning van Dalriada. Daar bekeerde hij zich tot het christendom en liet hij zich dopen. Tijdens zijn ballingschap huwde Eanfrith met een Pictische prinses. Ze kregen een zoon, Talorcan, die later koning van de Picten zou worden.
Na de dood van Edwin tijdens de Slag bij Hatfield Chase in 633, keerde hij terug naar Bernicia om er koning te worden. In Deira, het andere koninkrijk dat deel uitmaakte van Northumbria, ging het koningschap over op Osric. Van zodra Eanfrith de troon besteeg, bekeerde hij zich terug tot het heidendom.
Tijdens zijn korte regeerperiode werd Northumbria onveilig gemaakt door een invasie van Cadwallon. Eanfrith probeerde via onderhandelingen de vrede te herstellen. Toen hij echter met slechts twaalf soldaten naar een vredesonderhandeling trok, liet Cadwallon hem doden. Eanfrith werd opgevolgd door zijn broer Oswald.